# Taylor Ho Bynum
Taylor Ho Bynum (Baltimore (Maryland), 1975) is een Amerikaanse muzikant (kornet, bugel, trompet).

## Biografie
Bynum werd geboren in Baltimore in 1975 en groeide op in Boston. Zijn ouders waren muziekliefhebbers en professionele muzikanten kwamen vaak in het ouderlijk huis. De zus van Bynum is schrijfster Sarah Shun-lien Bynum. Bynum begon op 10-jarige leeftijd trompet te spelen en speelde klassieke muziek in jeugdorkesten, toen hij op de middelbare school zat. Op 15-jarige leeftijd werd er op zijn school bezuinigd op muziek, dus trad hij toe tot de jazz big band van een lokale universiteit, waar hij werd begeleid door bastrombonist en tubaïst Bill Lowe. Door in een ijssalon te werken, kon Bynum daar wekelijks jazzconcerten organiseren. Rond het begin van de jaren 1990 speelde Bynum voor het eerst met drummer Tomas Fujiwara. Bynum bleef zijn interesse in muziek volgen en studeerde aan de Wesleyan University, waar hij studeerde met een grote invloed op zijn toekomst - Anthony Braxton - evenals bij Pheeroan akLaff, Jay Hoggard en anderen. Bynum studeerde in 1998 af aan Wesleyan.
In 1999 speelde hij op twee Braxton-albums en een duo-album met Eric Rosenthal. Naast Lowe en Braxton was Bill Dixon een vormende invloed op Bynum. Zijn opname ging verder in 2001: bij het Trio Ex Nihilo met Curt Newton en Jeff Song en met het Sound Visions Orchestra van Alan Silva. Een jaar later nam hij duetten op met Braxton en Rosenthal, speelde hij in het Fully Celebrated Orchestra's Marriage of Heaven and Earth en creëerde hij een band met zichzelf als kornetist, plus een elektrisch gitaar- en strijkkwartet, samen genaamd SpiderMonkey Strings. Hij begon ook een master in muziekcompositie aan Wesleyan. Zijn sextet bracht zijn eerste album The Middle Picture uit in 2007 en Asphalt Flowers Forking Paths volgde twee jaar later. Bynum was ook lid van het kwartet Edge van Jason Kao Hwang. Vanaf 2007 maakt Bynum deel uit van The Convergence Quartet, met pianist Alexander Hawkins, bassist Dominic Lash en drummer Harris Eisenstadt. Ze brachten hun vierde album Owl Jacket uit in 2016. In 2007 richtte Bynum samen met ingenieur Nick Lloyd het platenlabel Firehouse 12 op. De eerste publicatie van het label was Braxtons 9 Compositions (bestaande uit negen cd's en één dvd) en Bynums The Middle Picture was de volgende.
In september 2010 toerde Bynum door New England en reisde tussen de optredens op een fiets. In hetzelfde jaar nam hij het kwartet Searching for Adam op. Dit werd gevolgd door Apparent Distance in 2011 en Navigation door zijn 7-Tette twee jaar later. De eerste was een vierdelige suite, gefinancierd door New Music Works 2010 van Chamber Music America. The Throes kwam ook uit in 2011 en werd mede geleid door Nate Wooley, met wie Bynum twee jaar had gespeeld. Bynum bracht rond 2013 Navigation uit, dat bestond uit vier uitvoeringen van een enkel stuk, waarvan er twee werden uitgebracht op lp en twee op cd (alle vier werden uitgebracht voor download, die ook beschikbaar was voor kopers van beide fysieke publicaties). Bynum legde uit dat hij vier opnamen van hetzelfde stuk uitbracht: 'Ik wil luisteraars vragen om de compositie te beschouwen als een reeks mogelijkheden in plaats van als een vast document om hen aan te moedigen te genieten van de veranderlijke aard van de muziek in meerdere realisaties in plaats van te focussen over een bepaalde uitvoering'. In 2014 ondernam hij nog een Acoustic Bicycle Tour van Vancouver, Canada langs de westkust naar Tijuana (Baja California), vastgelegd in een korte documentaire van Chris Jonas. Book of Three was een trioalbum in 2014 en Enter the PlusTet werd twee jaar later uitgevoerd door een 15-koppige band. In 2014 werd het nieuwe kwartet Illegal Crowns opgenomen.
Op onderwijsgebied heeft Bynum jazzensembles geleid aan de Northeastern University en sinds juli 2017 was hij leider van het Coast Jazz Orchestra aan het Dartmouth College. Hij schreef ook over muziek voor het tijdschrift The New Yorker. Sinds 2010 is hij ook uitvoerend directeur van de Tri-Centric Foundation van Anthony Braxton, waar hij de meeste grote projecten van Braxton produceert en uitvoert, waaronder zijn Trillium-opera's en zijn Sonic Genomes. Er is nog een activiteit geweest, zoals het organiseren van muziekevenementen, waaronder het Sound Genome-project in Vancouver in 2010 en een festival in de Roulette-club in New York het jaar daarop.

## Awards
Bynum was de «Rising Star Trumpeter» van de Downbeat-magazine opiniepeiling van 2017.

## Discografie

### Als leader/co-leader
| Opnamejaar | Titel                         | Label                | Opmerking |
| ---------- | ----------------------------- | -------------------- | --- |
| 2016*      | Enter the PlusTet             | Firehouse 12         | 15-koppige band, met Stephanie Richards en Nate Wooley (trompet), Vincent Chancey (Franse hoorn), Steve Swell (trombone), Bill Lowe (bas trombone, tuba), Jim Hobbs (altsax), Ingrid Laubrock (sopraansax, tenorsax), Matt Bauder (tenorsax, baritonsax), Jason Kao Hwang (viool), Tomeka Reid (cello), Jay Hoggard (vibrafoon), Mary Halvorson (gitaar), Ken Filiano (bas), Tomas Fujiwara (drums) |
| 2015*      | Owl Jacket                    | NoBusiness           | As The Convergence Quartet. met Alexander Hawkins (piano), Dominic Lash (bas), Harris Eisenstadt (drums) |
| 2014       | Illegal Crowns                | RogueArt             | As Illegal Crowns. Quartet, with Benoît Delbecq (piano), Mary Halvorson (gitaar), Tomas Fujiwara (drums) |
| 2014*      | Through Foundation            | zelf uitgebracht     | Duo, met Tomas Fujiwara (drums) |
| 2013*      | Continuum (2012)              | Relative Pitch       | As Book of Three. Trio, met John Hébert (bas), Gerald Cleaver (drums) |
| 2012       | Navigation                    | Firehouse 12         | Twee albums zijn sextet, met Jim Hobbs (altsax), Bill Lowe (bastrombone, tuba), Mary Halvorson (gitaar), Ken Filiano (bas), Tomas Fujiwara (drums); in concert. Twee albums zijn septet, met Chad Taylor (vibrafoon, drums) toegevoegd |
| 2012*      | Dibrujo, Dibrujo, Dibrujo...  | Cuneiform Records    | Als Positive Catastrophe. 10-koppige band, met Abraham Gomez-Delgado (percussie, zang), Kamala Sankaram (accordeon, zang), Mark Taylor (Franse hoorn), Reut Regev (trombone), Matt Bauder (tenorsax), Michael Attias (baritonsax), Pete Fitzpatrick (gitaar, zang), Alvaro Benavides (bas), Tomas Fujiwara (drums)                                                                                  |
| 2011       | Slow and Steady               | NoBusiness           | Als The Convergence Quartet. met Alexander Hawkins (piano), Dominic Lash (bas), Harris Eisenstadt (drums); in concert |
| 2011*      | Apparent Distance             | Firehouse 12         | Sextet, met Jim Hobbs (altsax), Bill Lowe (bastrombone, tuba), Mary Halvorson (gitaar), Ken Filiano (bas), Tomas Fujiwara (drums) |
| 2010       | Station Direct                | Important Records    | Als The Thirteenth Assembly. kwartet, met Jessica Pavone (viool), Mary Halvorson (gitaar), Tomas Fujiwara (drums) |
| 2011*      | Next                          | Porter               | Trio, met Joe Morris (gitaar), Sara Schoenbeck (bassoon) |
| 2011*      | The Throes                    | CIMP                 | Kwartet, met Nate Wooley, Ken Filiano (bas), Tomas Fujiwara (drums) |
| 2010       | Duo (Amherst) 2010            | New Braxton House    | Duo, met Anthony Braxton (baritonsax, altsax, sopraansax, sopraninosax); DVD; in concert |
| 2009–10    | Book of Three                 | RogueArt             | Als Book of Three. Trio, met John Hébert (bas), Gerald Cleaver (drums) |
| 2010*      | Stepwise                      | NotTwo               | Duo, met Tomas Fujiwara (drums) |
| 2010*      | Song/Dance                    | Clean Feed Records   | Als The Convergence Quartet. Met Alexander Hawkins (piano), Dominic Lash (bas), Harris Eisenstadt (drums) |
| 2009*      | Madeleine Dreams              | Firehouse 12         | Met SpiderMonkey Strings: Kyoko Kitamura (stem), Jason Kao Hwang (viool), Jessica Pavone (viool), Tomas Ulrich (cello), Pete Fitzpatrick (gitaar), Joseph Daley (tuba), Luther Gray (drums) |
| 2009*      | Garabatos Volume One          | Cuneiform Records    | Als Positive Catastrophe. 10-koppige band, met Abraham Gomez-Delgado (zang, percussie), Jen Shyu (zang, erhu), Michael Attias (baritonsax), Matt Bauder (tenorsax, klarinet), Reut Regev (trombone), Mark Taylor (Franse hoorn), Pete Fitzpatrick (gitaar), Alvaro Benavides (bas), Tomas Fujiwara (drums)                                                                                          |
| 2009*      | The OtherTet                  | Engine               | Kwartet, met Bill Lowe (bastrombone, tuba), Joe Morris (bas), Kwaku Kwaakye Obeng (drums, percussie) |
| 2008       | Asphalt Flowers Forking Paths | Hathut Records       | Twee tracks solo cornet; twee tracks trio, met Mary Halvorson (gitar), Tomas Fujiwara (drums) toegevoegd; drie tracks sextet, met Matt Bauder (tenorsax, basklarinet), Jessica Pavone (viool), Evan O'Reilly (gitaar) toegevoegd |
| 2008*      | The Double Trio               | Engine               | Trio, met Mary Halvorson (gitaar), Tomas Fujiwara (drums); gespeeld met ander trio: Stephen Haynes (trompet), Allan Jaffe (gitaar), Warren Smith (drums); in concert |
| 2007       | (un)sentimental               | Important Records    | Als The Thirteenth Assembly. Kwartet, met Jessica Pavone (viool), Mary Halvorson (gitaar), Tomas Fujiwara (drums) |
| 2007*      | True Events                   | 482 Music            | Duo, met Tomas Fujiwara (drums) |
| 2006       | Live in Oxford                | FMR Records          | Als The Convergence Quartet. Met Alexander Hawkins (piano), Dominic Lash (bas), Harris Eisenstadt (drums); in concert |
| 2005–06    | The Middle Picture            | Firehouse 12         | Sextet, met Matt Bauder (tenorsax, klarinet, basklarinet), Mary Halvorson (gitaar), Evan O'Reilly (gitaar), Jessica Pavone (viool, bas), Tomas Fujiwara (drums); sommige tracks in concert |
| 2003–05    | Other Stories (Three Suites)  | 482 Music            | Met SpiderMonkey Strings: Jay Hoggard (vibrafoon), Jason Kao Hwang en Jean Cook (viool), Tomas Ulrich en Okkyung Lee (cello), Pete Fitzpatrick (gitaar), Joseph Daley (tuba), Luther Gray (drums) |
| 2000–01    | Cenote                        | Cadence Jazz Records | Duo, met Eric Rosenthal (percussie) |
|            | And Only Life My Lush Lament  | Sachimay             | Duo, met Eric Rosenthal (percussie) |

- Bibsys: 7032596
- Bibliothèque nationale de France: cb15956360k (data)
- Gemeinsame Normdatei: 1069344982
- International Standard Name Identifier: 0000 0000 8387 1266
- Library of Congress Control Number: no2003095840
- MusicBrainz: bca43521-3016-4c0b-97d4-64b81e815dd9
- Nationale Bibliotheek van Israël: 987007324712305171
- Nationale Bibliotheek van Polen: a0000002440819
- Réseau des bibliothèques de Suisse occidentale: 02-A016429098
- Système universitaire de documentation: 156838362
- Virtual International Authority File: 61241214
- WorldCat: E39PBJcgrwtHmFB9p7tr6KKyBP